# Enrico Endrich
Enrico Endrich (Meana Sardo, 17 ottobre 1899 – Cagliari, 5 dicembre 1985) è stato un politico e avvocato italiano, podestà di Cagliari, parlamentare ed esperto d'arte.

## Biografia
Nato a Meana Sardo, si laurea in legge presso l'Università di Cagliari. Svolge per tutta la vita l'attività di avvocato penalista.

### Durante il fascismo
Dopo iniziali simpatie sardiste, aderì fra i primi al fascismo come una parte importante dei sardisti. Nel 1928 diventò podestà di Cagliari e durante il mandato rese famoso l'architetto razionalista Ubaldo Badas, facendone suo mecenate con l'assunzione all'ufficio tecnico del comune e commissionandogli le prime opere. Restò alla guida del comune fino al 1934, dimostrando autonomia di giudizio anche nei confronti del governo nazionale: per suo volere, Cagliari fu tra le poche città che non vide sventrato il proprio centro storico in nome del monumentalismo urbanistico perseguito dal regime. Dal 1934 al 1940 fu segretario federale del Partito Nazionale Fascista di Cagliari. Nel 1939 fu consigliere della Camera dei fasci e delle corporazioni.

#### La ribellione di Cosenza
Dal 15 giugno 1943 fu prefetto di Cosenza, incarico che il governo Badoglio gli consentì di svolgere anche dopo la caduta del regime. Dopo l'ingresso in città degli angloamericani avvenuto l'11 settembre fu riconfermato dal Governo militare alleato alla guida della prefettura.
Tuttavia gli aumenti di prezzo sui prodotti alimentari (del riso in particolare), contribuirono al sollevamento popolare, Francesco Misaggi (podestà di Rogliano) il 3 Settembre scriveva: «Eccellenza, non vorremmo accrescere le preoccupazioni che in questo momento gravano sulla Vostra persona, ma non possiamo farne a meno. Abbiamo farina per due giorni; non abbiamo pasta, né riso né olio da distribuire alla popolazione».
Il 4 novembre 1943. fu cacciato a furor di popolo, dalla rivolta popolare capitanata da Gennaro Sarcone contro il prefetto fascista, nella quale lo stesso Sarcone, si dice, spaccò in testa a Endrich un ritratto di Mussolini. Rimosso dall'incarico dalla AMG e collocato a riposo sia dal governo Badoglio, sia dal governo della Repubblica Sociale Italiana, fu da quest'ultimo richiamato in servizio per interessamento del sottosegretario Francesco Maria Barracu.

### L'impegno nel MSI
Nel dopoguerra aderì al Movimento Sociale Italiano, per il quale nel 1951 fu consigliere provinciale di Cagliari.
Nel 1953 fu eletto deputato alla Camera nel collegio unico nazionale. Si dimise nel 1955 per protesta dopo che il parlamento approvò il vitalizio per gli ex parlamentari, rinunciando così a percepire il vitalizio mediante volontaria perdita del requisito. Il suo posto venne occupato dal primo dei non eletti, Italo Formichella.
Alle elezioni politiche del 1972 fu eletto senatore per il MSI-DN nel collegio Sardegna, fino al 1976. Coerentemente con le posizioni espresse sui vitalizi vent'anni prima, dopo la sua morte la moglie rifiutò la reversibilità.

### Critico d'arte
Esperto d'arte e pittura, fu anche collezionista di opere d'arte. Nel 2008 è stata pubblicata una raccolta  di suoi articoli sull'arte.

## Opere
- Il Gregge e il pastore. Sul fascismo in Sardegna (1923)
- Diritto del lavoro nella Russia socialista e nell'Italia fascista (1935)
- Partito, Sindacati e Corporazioni (1936)
- Lineamenti storici politici e militari della Sardegna (1938)
- Le vicende del futurismo (1969)
- Cinquant'anni dopo (1977)
- Profili d'artisti (1984)
- Arte e artisti (Janus, Elmas, 2008)